# Méthode de Bézout
La méthode de Bézout, imaginée et mise au point par Étienne Bézout en 1762, est une méthode générale de résolution des équations algébriques.
Cette méthode tente de ramener l'équation que l'on veut résoudre à d'autres équations de degré moins élevé. Cette méthode fastidieuse échoue de façon certaine pour les équations de degré supérieur ou égal à cinq qui ont un groupe de Galois non résoluble. Elle n'a un intérêt concret que pour les équations de degré 3.

## Principe de la méthode
Considérons une équation de degré n :
{\displaystyle \qquad a_{n}x^{n}+a_{n-1}x^{n-1}+\cdots +a_{1}x+a_{0}=0}
Soit r une racine n-ième primaire de l'unité.
Nous savons que les n racines n-ièmes de l'unité 1, r, r2,…, rn-1 vérifient la relation :
{\displaystyle \qquad 1+r+r^{2}+\cdots +r^{n-1}=0}
La méthode de Bézout consiste à rechercher les racines de l'équation étudiée sous forme de combinaisons linéaires des racines n-ièmes de l'unité.
{\displaystyle \qquad x=b_{0}+b_{1}r+b_{2}r^{2}+\cdots +b_{n-1}r^{n-1}}
Pour cela, on commence par éliminer r entre les deux relations :
{\displaystyle \qquad 1+r+r^{2}+\cdots +r^{n-1}=0}
{\displaystyle \qquad x=b_{0}+b_{1}r+b_{2}r^{2}+\cdots +b_{n-1}r^{n-1}}
Ce qui nous donne une équation de degré n en x dont les coefficients sont des expressions dépendant de b0, b1, b2,...,bn-1. En identifiant les coefficients de cette équation avec les coefficients correspondant de l'équation à résoudre, on obtient un système d'équations d'inconnues b0, b1, b2,...,bn qui après résolution et report des différentes solutions dans :
{\displaystyle \qquad x=b_{0}+b_{1}r+b_{2}r^{2}+\cdots +b_{n-1}r^{n-1}}
nous donnera les solutions de l'équation que l'on s'était donné à résoudre.

## Application à la résolution deséquations cubiques
Nous allons exposer la méthode sur l'exemple suivant :
{\displaystyle 6x^{3}-6x^{2}+12x+7=0~}
Posons :
{\displaystyle \mathrm {j} =\mathrm {e} ^{\frac {2\mathrm {i} \pi }{3}}~}
j est l'une des racines cubiques de l'unité et vérifie donc :
{\displaystyle 1+\mathrm {j} +\mathrm {j} ^{2}=0~}
Recherchons les racines sous la forme :
{\displaystyle x=a+b\mathrm {j} +c\mathrm {j} ^{2}\qquad (*)~}
Nous allons éliminer j entre les deux dernières équations.
Les deux dernières équations se mettent sous la forme :
{\displaystyle \left\{{\begin{matrix}1+\mathrm {j} +\mathrm {j} ^{2}=0\\x-a-b\mathrm {j} =c\mathrm {j} ^{2}\end{matrix}}\right.}
En faisant des produits membre à membre successifs et en remplaçant chaque fois celle des deux équations dont le degré par rapport à j est le plus élevé par le résultat, nous allons baisser progressivement le degré des équations par rapport à j jusqu'à ce que j disparaisse de l'une des équations.
Un premier produit membre à membre nous donne :
{\displaystyle \left\{{\begin{matrix}b\mathrm {j} ^{2}=\mathrm {j} x-a\mathrm {j} -c\\x-a-b\mathrm {j} =c\mathrm {j} ^{2}\end{matrix}}\right.}
Un deuxième produit membre à membre nous donne :
{\displaystyle \left\{{\begin{matrix}c\mathrm {j} x-ac\mathrm {j} +b^{2}\mathrm {j} =bx+c^{2}-ab\\x-a-b\mathrm {j} =c\mathrm {j} ^{2}\end{matrix}}\right.}
Un troisième produit membre à membre nous donne :
{\displaystyle \left\{{\begin{matrix}c\mathrm {j} x-ac\mathrm {j} +b^{2}\mathrm {j} =bx+c^{2}-ab\\ab^{2}-a^{2}c-b^{2}x+2acx-cx^{2}=2abc\mathrm {j} -b^{3}\mathrm {j} -c^{3}\mathrm {j} -2bc\mathrm {j} x\end{matrix}}\right.}
Un dernier produit membre à membre permet d'éliminer j et nous fournit l'équation :
{\displaystyle x^{3}-3ax^{2}+(3a^{2}-3bc)x+3abc-a^{3}-b^{3}-c^{3}=0~}
En identifiant les coefficients de cette équation avec les coefficients de l'équation que nous devons résoudre, nous obtenons :
{\displaystyle \left\{{\begin{matrix}-3a=-1\\3a^{2}-3bc=2\\3abc-a^{3}-b^{3}-c^{3}={\frac {7}{6}}\end{matrix}}\right.}
De la première équation nous en déduisons la valeur de a que l'on reporte dans les autres équations, on obtient :
{\displaystyle \left\{{\begin{matrix}a={\frac {1}{3}}\\bc=-{\frac {5}{9}}\\bc-b^{3}-c^{3}={\frac {65}{54}}\end{matrix}}\right.}
Mémorisons la valeur de a et portons le produit bc dans la troisième équation, nous obtenons :
{\displaystyle \left\{{\begin{matrix}bc=-{\frac {5}{9}}\\b^{3}+c^{3}=-{\frac {95}{54}}\end{matrix}}\right.}
En élevant au cube les deux membres de la première équation, on obtient :
{\displaystyle \left\{{\begin{matrix}b^{3}c^{3}=-{\frac {125}{729}}\\b^{3}+c^{3}=-{\frac {95}{54}}\end{matrix}}\right.~}
b3 et c3 sont donc les racines de l'équation :
{\displaystyle X^{2}+{\frac {95}{54}}X-{\frac {125}{729}}=0~}
Les deux racines de cette équation sont :
{\displaystyle b^{3}={\frac {5}{54}},\,c^{3}=-{\frac {50}{27}}~}
Les trois couples (b,c) vérifiant :
{\displaystyle bc=-{\frac {5}{9}}~}
sont donc :
{\displaystyle b_{1}={\frac {1}{3}}{\sqrt[{3}]{\frac {5}{2}}}\quad {\text{et}}\quad c_{1}=-{\frac {1}{3}}{\sqrt[{3}]{50}}} ;
{\displaystyle b_{2}={\frac {\mathrm {j} }{3}}{\sqrt[{3}]{\frac {5}{2}}}\quad {\text{et}}\quad c_{2}=-{\frac {\mathrm {j} ^{2}}{3}}{\sqrt[{3}]{50}}} ;
{\displaystyle b_{3}={\frac {\mathrm {j} ^{2}}{3}}{\sqrt[{3}]{\frac {5}{2}}}\quad {\text{et}}\quad c_{3}=-{\frac {\mathrm {j} }{3}}{\sqrt[{3}]{50}}}.
En reportant dans {\displaystyle (*)} les valeurs de {\displaystyle a,b,c} trouvées, on obtient
{\displaystyle x_{1}={\frac {1}{3}}+{\frac {1}{3}}{\sqrt[{3}]{\frac {5}{2}}}\mathrm {j} -{\frac {1}{3}}{\sqrt[{3}]{50}}\mathrm {j} ^{2}},
{\displaystyle x_{2}={\frac {1}{3}}+{\frac {\mathrm {j} }{3}}{\sqrt[{3}]{\frac {5}{2}}}\mathrm {j} -{\frac {\mathrm {j} ^{2}}{3}}{\sqrt[{3}]{50}}\mathrm {j} ^{2}} et
{\displaystyle x_{3}={\frac {1}{3}}+{\frac {\mathrm {j} ^{2}}{3}}{\sqrt[{3}]{\frac {5}{2}}}j-{\frac {j}{3}}{\sqrt[{3}]{50}}\mathrm {j} ^{2}},
ce qui, après simplification, donne
{\displaystyle x_{1}={\frac {1}{3}}\left(1+\mathrm {j} {\sqrt[{3}]{\frac {5}{2}}}-\mathrm {j} ^{2}{\sqrt[{3}]{50}}\right)},
{\displaystyle x_{2}={\frac {1}{3}}\left(1+\mathrm {j} ^{2}{\sqrt[{3}]{\frac {5}{2}}}-\mathrm {j} {\sqrt[{3}]{50}}\right)} et
{\displaystyle x_{3}={\frac {1}{3}}\left(1+{\sqrt[{3}]{\frac {5}{2}}}-{\sqrt[{3}]{50}}\right)},
qui sont les trois racines de l'équation que l'on devait résoudre.

## Autres méthodes de résolution d'équations
- Méthode de Tschirnhaus
- Méthode de Cardan
- Méthode de Ferrari
- Méthode de Descartes
- Méthode d'Hermite